# Блумер (містечко, Вісконсин)
Блумер (англ. Bloomer) — місто (англ. town) в США, в окрузі Чиппева штату Вісконсин. Населення — 1090 осіб (2020).

## Демографія
Згідно з переписом 2010 року, у місті мешкало 1050 осіб у 388 домогосподарствах у складі 301 родини. Було 456 помешкань
Расовий склад населення:
| - 97,5 % — білих - 0,7 % — чорних або афроамериканців - 0,4 % — азіатів - 0,3 % — корінних американців |

До двох чи більше рас належало 1,0 %. Частка іспаномовних становила 1,7 % від усіх жителів.
За віковим діапазоном населення розподілялося таким чином: 25,8 % — особи молодші 18 років, 62,5 % — особи у віці 18—64 років, 11,7 % — особи у віці 65 років та старші. Медіана віку мешканця становила 39,6 року. На 100 осіб жіночої статі у місті припадало 105,9 чоловіків;  на 100 жінок у віці від 18 років та старших — 105,0 чоловіків також старших 18 років.
Середній дохід на одне домашнє господарство  становив 70 383 долари США (медіана — 61 875), а середній дохід на одну сім'ю — 81 872 долари (медіана — 74 375). Медіана доходів становила 51 875 доларів для чоловіків та 35 568 доларів для жінок. За межею бідності перебувало 9,1 % осіб, у тому числі 9,6 % дітей у віці до 18 років та 4,1 % осіб у віці 65 років та старших.
Цивільне працевлаштоване населення становило 611 осіб. Основні галузі зайнятості: освіта, охорона здоров'я та соціальна допомога — 22,6 %, виробництво — 16,7 %, транспорт — 11,6 %, роздрібна торгівля — 9,8 %.